# Оператор (математика)
Опера́тор (позднелат. operator — работник, исполнитель, от operor — работаю, действую) — математическое отображение между множествами, в котором каждое из них наделено какой-либо дополнительной структурой (порядком, топологией, алгебраическими операциями). Понятие оператора используется в различных разделах математики для отличия от другого рода отображений (главным образом, числовых функций); точное значение зависит от контекста, например в функциональном анализе под операторами понимают отображения, ставящие в соответствие функции другую функцию («оператор на пространстве функций» вместо «функции от функции»).
Некоторые виды операторов:
- операторы на пространствах функций (дифференцирование, интегрирование, свёртка с ядром, преобразование Фурье) в функциональном анализе;
- отображения (в особенности линейные) между векторными пространствами (проекторы, повороты координат, гомотетии, умножения вектора на матрицу) в линейной алгебре;
- преобразование последовательностей (свёртки дискретных сигналов, медианный фильтр) в дискретной математике.

## Основная терминология
Про оператор {\displaystyle A:X\to Y} говорят, что он действует из множества {\displaystyle X} во множество {\displaystyle Y}. Оператор может быть не всюду определён на {\displaystyle X}; тогда говорят о его области определения {\displaystyle D_{A}=D(A)\subset X}. Для {\displaystyle x\in X} результат применения оператора {\displaystyle A} к {\displaystyle x} обозначают {\displaystyle A(x)} или {\displaystyle Ax}.
Если {\displaystyle X} и {\displaystyle Y} — векторные пространства, то в множестве всех операторов из {\displaystyle X} в {\displaystyle Y} можно выделить класс линейных операторов.
Если {\displaystyle X} и {\displaystyle Y} — векторные топологические пространства, то в множестве операторов из {\displaystyle X} в {\displaystyle Y} естественно выделяется класс непрерывных операторов, а также класс линейных ограниченных операторов и класс линейных компактных операторов (называемые также вполне непрерывными).

## Простые примеры
Оператор, действующий над пространствами функций — это правило, согласно которому одна функция преобразуется в другую. Преобразование функции {\displaystyle x(t)} согласно правилу {\displaystyle A} в другую функцию {\displaystyle y(t)} имеет вид {\displaystyle y(t)=A\{x(t)\}} или, проще, {\displaystyle y=Ax}.
Примеры подобных преобразований — умножение на число: {\displaystyle y(t)=cx(t)} и дифференцирование: {\displaystyle \scriptstyle y(t)={\frac {dx(t)}{dt}}}. Соответствующие операторы называются операторами умножения на число, дифференцирования, интегрирования, решения дифференциального уравнения и т. д.
Операторы, изменяющие аргумент функции, называются операторами преобразования или преобразованиями. Преобразование подменяет координатные оси, отображает функцию в другое пространство. Например преобразование Фурье из временной в частотную область:
{\displaystyle F(\omega )={\frac {1}{\sqrt {2\pi }}}\int \limits _{-\infty }^{\infty }f(t)e^{-it\omega }\,dt={\mathcal {F}}\{f(t)\}.}
Отличие оператора от простой суперпозиции функций в данном случае заключается в том, что значение функции {\displaystyle y}, вообще говоря, в каждой точке {\displaystyle t} зависит не только от {\displaystyle x(t)}, а от значений функции {\displaystyle x} во всех точках {\displaystyle t}. Поясним на примере преобразования Фурье. Значение этого преобразования (спектр функции) в точке {\displaystyle \omega } меняется при непрерывном изменении исходной функции в окрестности любой точки {\displaystyle t}.
Изучением общих свойств операторов и применением их к решению различных задач занимается теория операторов. Например, оказывается, что у оператора умножения вектора на матрицу и оператора свёртки функции с весом есть много общих свойств.
Фундаментальным для практики является класс так называемых линейных операторов. Он также является наиболее исследованным. В качестве примера линейного оператора можно привести операцию умножения {\displaystyle n}-мерного вектора на матрицу размером {\displaystyle n\times m}. Этот оператор отображает {\displaystyle n}-мерное пространство векторов в {\displaystyle m}-мерное.

## Линейные операторы
Оператор {\displaystyle L} (действующий из векторного пространства в векторное же) называется линейным однородным (или просто линейным), если он обладает следующими свойствами:
1. может применяться почленно к сумме аргументов:
{\displaystyle L(x_{1}+x_{2})=L(x_{1})+L(x_{2})};
2. скаляр (постоянную величину) {\displaystyle c} можно выносить за знак оператора:
{\displaystyle L(cx)=cL(x)};

Из второго свойства следует, что для линейного однородного оператора справедливо свойство {\displaystyle L(0)=0}.
Оператор {\displaystyle L} называется линейным неоднородным, если он состоит из линейного однородного оператора с прибавлением некоторого фиксированного элемента:
{\displaystyle L\{x\}=L_{0}\{x\}+\varphi },
где {\displaystyle L_{0}} — линейный однородный оператор.
В случае линейного преобразования дискретных функций (последовательностей, векторов) новые значения функций {\displaystyle y_{k}} являются линейными функциями от старых значений {\displaystyle x_{k}}:
{\displaystyle y_{k}=\sum _{l=1}^{n}T_{kl}\,x_{l}}.
В более общем случае непрерывных функций двумерная матрица весов принимает вид функции двух переменных {\displaystyle K(t,\;\omega )}, и называется ядром линейного интегрального преобразования:
{\displaystyle \varphi (t)=\int \limits _{V}\!K(t,\omega )f(\omega )\,d\omega =K\{f(\omega )\}.}
Функция-операнд {\displaystyle f(\omega )} в данном случае называется спектральной функцией. Спектр может быть и дискретным, тогда {\displaystyle f(\omega )} заменяется вектором {\displaystyle W}. В этом случае {\displaystyle \varphi (t)} представимо конечным или бесконечным рядом функций:
{\displaystyle \varphi (t)=\sum _{i=1}^{n}T_{i}(t)w_{i}.}

## Нулевой оператор
Оператор {\displaystyle O}, ставящий в соответствие каждому вектору {\displaystyle \mathbf {a} } нулевой вектор {\displaystyle \mathbf {0} }, очевидно, линейный; он называется нулевым оператором.

## Единичный (тождественный) оператор
Оператор {\displaystyle E}, ставящий в соответствие каждому вектору {\displaystyle \mathbf {a} } сам вектор {\displaystyle \mathbf {a} }, очевидно, линейный; он называется единичным или тождественным оператором.
Частный случай линейного оператора, возвращающий операнд в неизменном виде:
{\displaystyle E\mathbf {a} =\mathbf {a} ,}
то есть как матричный оператор определяется равенством
{\displaystyle \sum _{k}E_{ik}\,a_{k}=a_{i}}
и как интегральный оператор — равенством
{\displaystyle \int \limits _{\alpha }^{\beta }\!E(x,t)a(t)\,dt=a(x)}.
Единичная матрица {\displaystyle E_{ik}} записывается большей частью с помощью символа {\displaystyle \delta _{ik}=\delta _{ki}} (символ Кронекера). Имеем: {\displaystyle \delta _{ik}=1} при {\displaystyle i=k} и {\displaystyle \delta _{ik}=0} при {\displaystyle i\neq k}.
Единичное ядро {\displaystyle E(x,t)} записывается в виде {\displaystyle E(x,t)=\delta (t-x)} (дельта-функция). {\displaystyle \delta (x-t)=0} всюду, кроме {\displaystyle x=t}, где функция становится бесконечной и притом такой, что
{\displaystyle \int \limits _{\alpha }^{\beta }\!\delta (x-t)\,dt=1}.

## Запись
В математике и технике широко применяется условная форма записи операторов, аналогичная алгебраической символике. Такая символика в ряде случаев позволяет избежать сложных преобразований и записывать формулы в простой и удобной форме. Аргументы оператора называются операндами, число операндов называется арностью оператора (например, одинарный, бинарный). Написание операторов можно систематизировать следующим образом:
- префиксная: где первым идёт оператор и операнды следом, например:

{\displaystyle Q(x_{1},\;x_{2},\;\ldots ,\;x_{n});}
- постфиксная: если символ оператора следует за операндами, например:

{\displaystyle (x_{1},\;x_{2},\;\ldots ,\;x_{n})\;Q;}
- инфиксная: оператор вставляется между операндами, применяется преимущественно с двоичными операторами:

{\displaystyle x_{1}\;Q\;x_{2};}
- позиционная: знак оператора опускается, оператор присутствует неявно. Чаще всего не пишется оператор произведения (переменных, численного значения на физическую единицу, матриц, композиция функций), например, 3 кг. Такая способность одного оператора действовать над разнородными сущностями достигается перегрузкой операторов;
- подстрочная или надстрочная слева или справа; главным образом используется для операций возведения в степень и выбора элемента вектора по индексу.

Как можно заметить, запись оператора часто принимает сокращённую форму от общепринятой записи функций. При использовании префиксной или постфиксной записи скобки опускаются в большинстве случаев, если известна арность оператора. Так, одинарный оператор {\displaystyle Q} над функцией {\displaystyle f} обычно для краткости записывается {\displaystyle Qf} вместо {\displaystyle Q(f)}; скобками пользуются для ясности, например, операция над произведением {\displaystyle Q(fg)}. {\displaystyle Q}, действующий на {\displaystyle f(x)}, также записывают {\displaystyle (Qf)(x)}. Для обозначения некоторых операторов вводятся специальные знаки, например, унарные {\displaystyle n!} (факториал «!», справа от операнда), {\displaystyle -n} (отрицание, слева) или каллиграфические символы, как в случае с Фурье-преобразованием функции {\displaystyle {\mathcal {F}}\{f(t)\}}. Возведение в степень {\displaystyle n^{x}} можно считать бинарным оператором двух аргументов либо степенной или показательной функцией одного аргумента.

## Символ линейного дифференциального оператора
Символ линейного дифференциального оператора сопоставляет дифференциальному оператору многочлен, грубо говоря, заменяя композицию частных производных на произведение ассоциированных с ними переменных. Старшие мономы символа оператора (главный символ оператора) отражают качественное поведение решения уравнения в частных производных, соответствующего этому оператору. Линейные эллиптические уравнения в частных производных характеризуются тем, что их главный символ нигде не обращается в 0.
Пусть {\displaystyle x=(x_{1},\ldots ,x_{n})} и имеются мультииндексы {\displaystyle \alpha =(\alpha _{1},\ldots ,\alpha _{n})} и {\displaystyle \beta =(\beta _{1},\ldots ,\beta _{n})}. Тогда положим
{\displaystyle {\begin{aligned}D^{\alpha }x^{\beta }&={\frac {\partial ^{\vert \alpha \vert }}{\partial x_{1}^{\alpha _{1}}\cdots \partial x_{n}^{\alpha _{n}}}}x_{1}^{\beta _{1}}\cdots x_{n}^{\beta _{n}}\\&={\frac {\partial ^{\alpha _{1}}}{\partial x_{1}^{\alpha _{1}}}}x_{1}^{\beta _{1}}\cdots {\frac {\partial ^{\alpha _{n}}}{\partial x_{n}^{\alpha _{n}}}}x_{n}^{\beta _{n}}.\end{aligned}}}
Пусть {\displaystyle P} — линейный дифференциальный оператор порядка {\displaystyle k} на евклидовом пространстве {\displaystyle \mathbb {R} ^{d}}. Тогда {\displaystyle P} является полиномом от производной {\displaystyle D}, в мультииндексной записи это будет записываться так
{\displaystyle P=p(x,D)=\sum _{|\alpha |\leq k}a_{\alpha }(x)D^{\alpha }.}
Полином {\displaystyle p}, по определению, является полным символом {\displaystyle P}:
{\displaystyle \sigma P(\xi )=p(x,\xi )=\sum _{|\alpha |\leq k}a_{\alpha }\xi ^{\alpha }.}
Главный символ оператора состоит из мономов максимальной степени {\displaystyle \sigma _{P}}:
{\displaystyle \sigma _{P}(\xi )=\sum _{|\alpha |=k}a_{\alpha }\xi ^{\alpha }}
и является частью полного символа оператора, которая преобразуется как тензор при замене координат.